# 체로키 피닉스
『체로키 피닉스』(체로키어: ᏣᎳᎩ ᏧᎴᎯᏌᏅᎯ 찰라기 출레히사너히, 영어: Cherokee Phoenix)는 미국 원주민들이 발행한 최초의 신문이며, 원주민 언어로 발행된 최초의 신문이다. 1828년 2월 21일 체로키 네이션의 당시 수도 뉴에초타에서 체로키어판과 영어판이 발행되었다. 1834년까지 발행하다 폐간되었으나 20세기 말엽에 복간되어 오늘날 인터넷판과 인쇄판을 발행하고 있다.